# Diego Dalla Palma

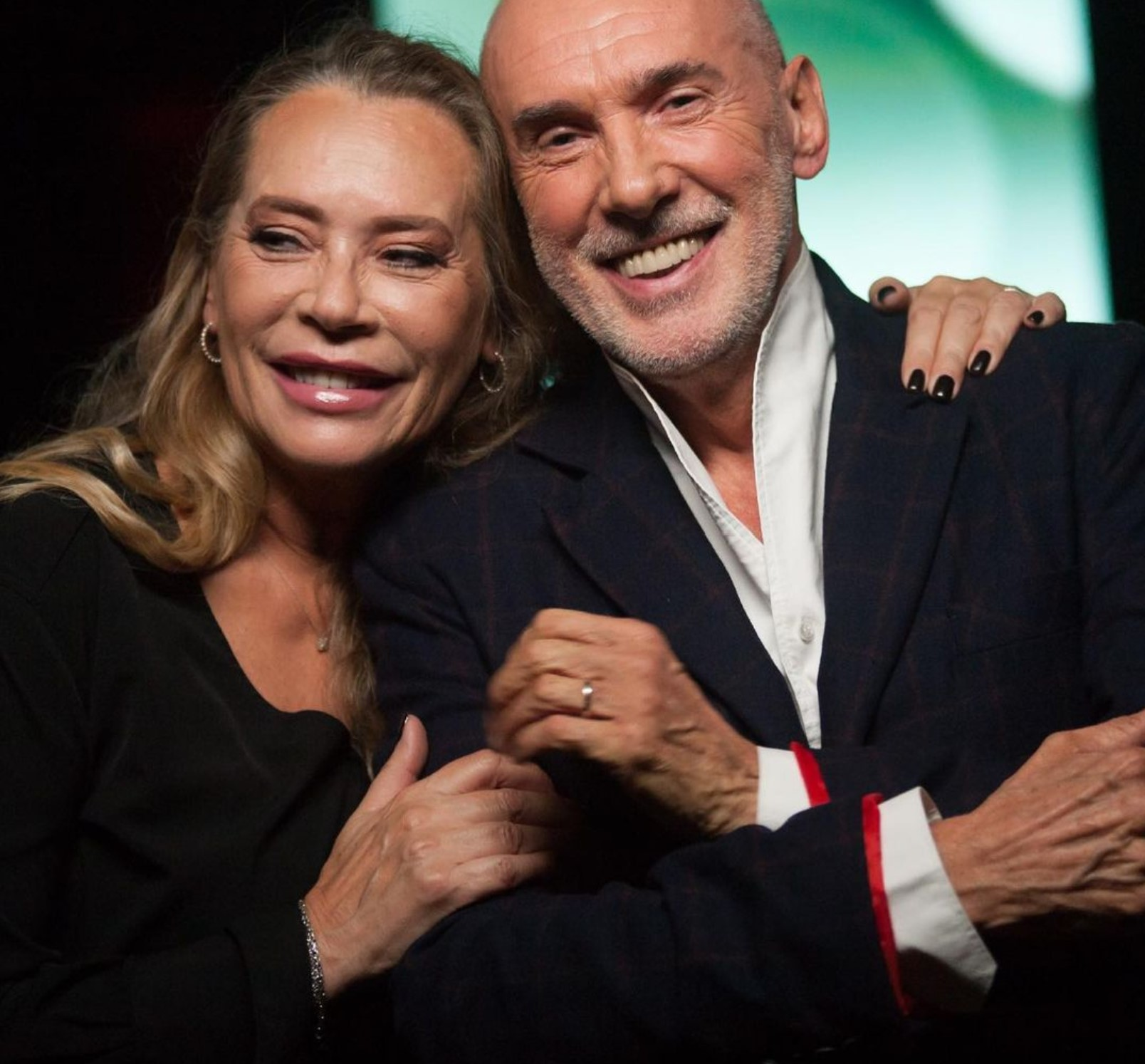
Diego Dalla Palma e Barbara De Rossi

Diego Valerio Dalla Palma (Enego, 24 novembre 1950) è un truccatore, scrittore, imprenditore e conduttore televisivo italiano, considerato uno dei più grandi truccatori a livello mondiale.

## Biografia
Diego Dalla Palma, dopo un'infanzia e un'adolescenza difficili, ha iniziato a lavorare a diciotto anni a Milano, come costumista e scenografo in alcune produzioni teatrali, specializzandosi nel frattempo anche come truccatore, e, grazie a Corrado, facendosi un nome in ambito televisivo.
Ha lavorato come costumista in Rai dal 1968 al 1978.
Nel 1978 ha aperto a Milano il Make Up Studio, un laboratorio d'immagine, e di lì a breve una propria linea di cosmetici, chiamata semplicemente "Diego dalla Palma Milano". Nel corso della sua carriera ha scritto numerosi manuali sul trucco e sulla bellezza, e curato diverse rubriche televisive (come l'Almanacco del giorno dopo o Il trucco c'è) e radiofoniche (su Radio 105 e Radio Deejay), collaborando pure con alcune testate giornalistiche.
Dalla Palma ha condotto diversi programmi televisivi. Nel 2012, ha presentato Come si cambia, programma dedicato alla trasformazione estetica. Nel 2013 è stata la volta di Come si cambia Academy, in cui funge anche da "giudice" sui makeover di donne desiderose di cambiare la propria immagine: ogni appuntamento offriva l'opportunità alle partecipanti di condividere le loro storie personali, le sfide e i propositi di cambiamento, concludendosi con la presentazione del loro nuovo look. Sempre nel 2013, conduce la versione VIP: Come si cambia Celebrity, che ha continuato fino al 2014 e che seguiva un format simile ma con protagoniste del mondo dello spettacolo. Nel 2015, è stato il presentatore di Nessuno mi può giudicare, sempre su Rete 4.
Dal 2018, Dalla Palma presenta Uniche, in onda su Rai Premium e RaiPlay. In ogni puntata, incontra donne note del mondo dello spettacolo e della cultura, che si raccontano affrontando aspetti della loro vita privata e professionale.
Da settembre 2020 è opinionista a ItaliaSì!, programma televisivo con la conduzione di Marco Liorni.

## Televisione
- Come si cambia (Rete 4, 2012)[6] conduttore
- Come si cambia Academy (Rete 4, 2013) [7] conduttore
- Come si cambia Celebrity (Rete 4, 2013-2014) [8] conduttore
- Nessuno mi può giudicare (Rete 4, 2015) [9] conduttore
- Uniche (Rai Premium, 2018-2022) conduttore
- La pupa e il secchione (Italia 1, 2021) giurato

## Opere
- Il make-up professionale, teatrale e cinetelevisivo, Milano, Mursia, 1982, SBN SBL0606653.
- Come fare i cosmetici in casa, disegni di Salvatore Cibelli, Milano, De Vecchi, 1985, SBN LIG0027103.
- Questione di trucco, Milano, Rizzoli, 1992, ISBN 88-17-84192-7.
- Segreti: consigli di bellezza per donne che hanno altro da fare, disegni di Patrizia Iannazzo, Milano, Longanesi, 1994, ISBN 88-304-1237-6.
- Consigli e ricette per una bellezza al naturale, Milano, Mursia, 2001, SBN TO00933750.
- Manuale pratico di stile e seduzione, Novara, De Agostini, SBN CFI0889956.
- La bellezza interiore, presentazione di Anna Marchesini, Milano, Sperling & Kupfer, 2006, ISBN 88-200-4016-6.
- Per amarsi un po', presentazione di Mario Rigoni Stern, Milano, Sperling & Kupfer, 2007, ISBN 978-88-200-4292-9.
- Accarezzami, madre, presentazione di Lella Costa e Ornella Vanoni, Milano, Sperling & Kupfer, 2008, ISBN 978-88-200-4603-3.
- A nudo, postfazione di Gian Antonio Stella, Milano, Sperling & Kupfer, 2010, ISBN 978-88-200-4961-4.
- Diego per te: da un grande maestro di stile e bellezza i segreti per piacerti valorizzarti amarti, Milano, Sperling & Kupfer, 2011, ISBN 978-88-200-5123-5.
- Aver cura di sé: tecniche e trucchi per sentirsi bene e vedersi più belli, Milano, Sperling & Kupfer, 2012, ISBN 978-88-200-5321-5.
- Come si cambia: trova il tuo stile con pochi soldi e in pochi secondi, Milano, Sperling & Kupfer, 2014, ISBN 978-88-200-5560-8.
- Diego Dalla Palma e Alessandro Zaltron, Non ho paura di morire, Milano, Salani, 2018, ISBN 978-88-93814-77-5.